# Clube Atlético Ferroviário
El Clube Atlético Ferroviário fou un club de futbol brasiler de la ciutat de Curitiba a l'estat de Paranà.

## Història
El Clube Atlético Ferroviário va ser fundat el 12 de gener de 1930. Guanyà el Campionat paranaense els anys 1937, 1938, 1944, 1948, 1950, 1953, 1965, i 1966. Es fusionà amb el Britânia Sport Club i el Palestra Itália Futebol Clube el 1971, formant el Colorado Esporte Clube.

## Estadi
El Clube Atlético Ferroviário jugava els seus partits a l'Estadi Durival Britto. Té una capacitat per a 20.000 espectadors.

## Palmarès
- Campionat paranaense:
  - 1937, 1938, 1944, 1948, 1950, 1953, 1965, 1966